# Mount Niblock
Mount Niblock är ett berg i Kanada.   Det ligger i provinsen Alberta, i den centrala delen av landet, 3 000 km väster om huvudstaden Ottawa. Toppen på Mount Niblock är 2 976 meter över havet, eller 177 meter över den omgivande terrängen. Bredden vid basen är 1,7 km. Mount Niblock ingår i Bow Range.
Terrängen runt Mount Niblock är bergig åt sydväst, men åt nordost är den kuperad.Trakten runt Mount Niblock är nära nog obefolkad, med mindre än två invånare per kvadratkilometer.. Närmaste större samhälle är Lake Louise, 6,4 km öster om Mount Niblock. 
Trakten runt Mount Niblock består i huvudsak av gräsmarker.